# Ture Rangström
Anders Johan Ture Rangström (Stockholm, 30 november 1884 – aldaar, 11 mei 1947) was een Zweeds componist, muziekpedagoog, dirigent en muziekcriticus.

## Levensloop
Rangström studeerde contrapunt en compositie in 1903 en 1904 bij Johan Lindegren in Stockholm. Vervolgens studeerde hij compositie in Berlijn bij Hans Pfitzner en kreeg van 1905 tot 1907 een zangopleiding bij Julius Hey. Zijn zangstudies zette hij in 1906 en 1907 te München voort.
Na zijn terugkomst naar Zweden was hij als muziekcriticus werkzaam van 1907 tot 1909 voor het "Svenska Dagbladet", van 1910 tot 1914 en 1927 tot 1930 voor het "Stockholms Dagblad", in 1920 en 1921 voor "Dagens Nyheter" en van 1938 tot 1942 voor "Nya Dagligt Allehanda".
Eveneens werkte hij als muziekpedagoog, vooral als zangleraar. Rangström was een medeoprichter van de Föreningen Svenska Tonsättare (Zweedse componisten federatie). Zijn debuut als dirigent had hij 1919 in Stockholm. Van 1922 tot 1925 was hij dirigent van de Göteborg Symfonie Orkest. Van 1930 tot 1936 was hij persattaché van het "Kungliga teatern". Vanaf 1919 behoorde hij bij de Kungliga Musikaliska Akademien.
Alhoewel hij grotendeels als componist autodidact was kreeg hij studiebeursen van de staat voor het compositiestudium in 1910, 1911, 1913 en 1915. In zijn oeuvre steken de liederen en liederencycli met rond 300 stuks qua aantal boven de rest uit en in Zweden wordt hij als een van de belangrijkste componisten in dit genre beschouwd. Internationaal bekende zangeressen en zangers, zoals Jussi Björling, Birgit Nilsson en Nicolai Gedda hebben zijn werken uitgevoerd. Hij schreef ook werken voor het muziektheater (opera's, 1 ballet), orkestwerken en kamermuziek. Zoals zijn landgenoot Kurt Atterberg stond het laatromantische klankideaal ook bij Rangström eerst centraal, maar later vond hij ook de weg naar felle en dissonante klankeffecten.
Hij overleed in 1947 aan de volgen van een langdurende halskanker.

## Composities

### Werken voor orkest

#### Symfonieën
- 1914 Symfonie nr. 1 "August Strindberg in memoriam" in cis klein, voor orkest
- 1919 Symfonie nr. 2 "Mitt land" in d klein, voor orkest
- 1929 Symfonie nr. 3 "Sång under stjärnorna" in Des groot, voor orkest
- 1933-1936 Symfonie nr. 4 "Invocatio" in d klein, voor orkest en orgel

#### Concerten voor instrumenten en orkest
- 1909 Ballad, voor piano en orkest
- 1919 Två melodier, voor klarinet, strijkorkest en pauken
  1. Sommarhelg
  2. Sommarnatt
- 1933 Partita, voor viool en orkest
  1. Préambule
  2. Menuet
  3. Air
  4. Gaillarde
- 1944 Poem - Capriccio amoroso, voor viool en orkest

#### Andere werken
- 1909 Dithirambe, symfonisch gedicht voor orkest
- 1910 Ett midsommarstycke, symfonisch gedicht voor orkest
- 1911 En höstsång, symfonisch gedicht voor orkest
- 1913 Hafvet sjunger, voor orkest
- 1916-1918 Intermezzo drammatico (aus einem orientalischen Märchenspiel), voor kamerorkest
  1. Introduzione
  2. Alla danza
  3. Notturno
  4. Elegia
  5. Alla marcia
- 1918 Divertimento elegiaco, voor strijkorkest
  1. Allegro
  2. Adagio cantabile
  3. Allegro vivace
  4. Allegro
- 1921 Advent : ett julpreludium, voor strijkorkest, slagwerk en pauken
- 1923 En liten Stockholms-musique, suite voor orkest
- 1923 Vår stad. Festspel, voor orkest
- 1928 Brand Lyriska vignetter, suite voor orkest
- 1929 Brand Uvertura solenne, voor orkest
- 1929 Drapa : Sorgemusik, voor orkest
- 1929 Till Damaskus III. Två meditationer - Gravoffer, voor orkest
- 1933 Barden : Ballad, voor orkest
- 1933 Från Chopin till Lagårsbacken, voor orkest
- 1937 Vaux-hall : Orkestersvit i miniatyr, voor orkest
- 1937-1943 Sweet fox, voor orkest
- 1940 Appell, voor orkest
- 1942 Hamlet-rapsodi, voor orkest
  1. Sorger, skräck och fest
  2. Idyller, lek och smärta
  3. Satirer, gycklare och krigare
  4. Narren och ödet
- 1944 Festpreludium, voor orkest
- 1946 Un petit rien, sonatina voor strijkorkest
- Fanfar, voor 2 dwarsfluiten, 2 hoorns en 2 trompetten
- Mälarlegender, voor orkest
- På nordisk sträng, voor orkest
- Två svenska folkmelodier (Glädjens blomster; Ibland rosor), voor strijkorkest

### Werken voor harmonieorkest
- 1939 Festfanfar (Gamla Söder till ära), voor harmonieorkest
- 1940 Staden spelar - Divertissement, voor harmonieorkest
  1. Preludium (Väktarsång)
  2. Pastorale (Mälarvågor)
  3. Scherzino (Gycklare)
  4. Alla marcia (Krigarmasch)
- 1942 Vårhymn, voor harmonieorkest (gecomponeerd ter gelegenheid van de onthulling van een monument voor August Strindberg, door de kunstenaar Carl Eldh in Tegnérlunden, kort bij Stockholm)

### Cantates
- 1933 Kantat till Artur Hazelius minne 30 nov 1933, cantate voor sopraan, bariton, spreker, gemengd koor, orgel en orkest - tekst: Gunnar Mascoll Silfverstolpe

### Muziektheater

#### Opera's
| Voltooid in | titel                                   | aktes   | première                                      | libretto              |
| ----------- | --------------------------------------- | ------- | --------------------------------------------- | --------------------- |
| 1915        | Kronbruden (De bruidskroon)             | 4 aktes | 21 oktober 1919, Stuttgart, Hofopera          | August Strindberg     |
| 1921        | Medeltida (Uit de middeleeuwen)         |         | 1921, Stockholm                               | Holger Drachmann      |
| 1943/1944   | Gilgamesj, voltooid door John Fernström |         | 20 november 1952, Stockholm, Kungliga teatern | Ebbe Linde, Gilgamesj |

#### Balletten
| Voltooid in | titel        | aktes            | première                                                     | libretto                                              | choreografie    |
| ----------- | ------------ | ---------------- | ------------------------------------------------------------ | ----------------------------------------------------- | --------------- |
| 1947        | Fröken Julia | 1 akte, 4 scènes | 1 maart 1950, Västerås, Svenska Risteatern Cullbergballetten | Allan Fridericia naar het Drama van August Strindberg | Birgit Cullberg |

#### Toneelmuziek
- 1926 Till Damaskus III Procession, voor gemengd koor en piano - tekst: August Strindberg
- 1937 Jord på Gräsmarö, voor spreker en strijkorkest - tekst: Helge Gräslund
- Spöksonaten

### Werken voor koren
- September, "Alle de voksende Skygger", voor gemengd koor en piano - tekst: Jens Peter Jacobsen
- Havde jeg, o havde jeg en datterso, o ja!, voor gemengd koor en piano - tekst: Jens Peter Jacobsen
- I seraillets have, voor gemengd koor en piano - tekst: Jens Peter Jacobsen

### Vocale muziek

#### Zangcycli
- 1904 Drei Gedichte, zangcyclus voor zangstem en piano - tekst: Otto Julius Bierbaum (1865-1910)
  1. Des Narren Nachtlied
  2. Des Narren Regenlied
  3. Lied in der Nacht
- 1918 Ur Kung Eriks visor, voor bariton en piano - tekst: Gustaf Fröding
  1. En visa om nar jag var lustig med Welam Welamsson …
  2. En visa om mig och narren Herkules
  3. En visa till Karin nar hon hade dansat
  4. En visa till Karin ur fängelset
  5. Kung Eriks sista visa
- 1924 Den mörka blomman nr. 1, zangcyclus voor mezzosopraan en orkest - tekst: Bo Bergman (1869-1967)
  1. Den mörka blomman
  2. Bön till natten
  3. Vinden och trädet
  4. Afskedet
  5. Trädet som dör
- 1924 Tragödie, zangcyclus voor zangstem en piano - tekst: Heinrich Heine
  1. Ein Jüngling hat ein Mädchen lieb
  2. Es fiel ein Reif
  3. Auf Ilsens Grabe
- 1924 Fem ballader, zangcyclus voor mezzosopran en orkest - tekst: Bo Bergman
  1. Gammalsvenskt
  2. Flickan under nymånen
  3. Pan
  4. Näcken
  5. Bergakungen
- Fyra visor till texter av August Strindberg, zangcyclus voor zangstem en piano
  1. Mitt trollslott står i skogens bryn
  2. Sju rosor och sju eldar
  3. Semele, Semele
  4. Villemo, Villemo, hvi gick Du

#### Liederen
- 1921 Romantik : Fem digte, voor zangstem en piano - tekst: Jens Peter Jacobsen
  1. Den vilde jagt
  2. Lad vaaren komme
  3. Det bödes derfor
  4. Solnedgang
  5. Afsted min baad
- 1924/1944 Frühlingsfeier, voor zangstem en piano - tekst: Heinrich Heine
- 1935 4 visor om Sverige, voor zangstem en piano - tekst: Alf Henrikson
- 1938-1939 Den utvalda, lyrische scène voor sopraan en orkest - tekst: Hjalmar Gullberg
- Adagio Vattnet rors och vinden spelar, voor middenstem en piano
- Den enda stunden, voor zangstem en piano - tekst: J. L. Runeberg
- Det finns val sa manga i varlden att aga, voor tenor en piano
- Du Blomst i Dug, voor sopraan en piano - tekst: Jens Peter Jacobsen
- I dina handers mjuka fagelbo, voor tenor en piano
- Irmelin Rose, voor tenor en piano - tekst: Jens Peter Jacobsen
- Loft de klingre Glaspokaler, voor sopraan en piano - tekst: Jens Peter Jacobsen
- Som ett blommande mandeltrad, voor tenor en piano

### Kamermuziek
- 1909 Ein Nachtstück in E.Th.A. Hoffmanns Manier, voor strijkkwartet

### Werken voor orgel
- 1946 Bröllopsmarsch (Bruiloftsmars)

### Werken voor piano
- 1903 Prolog
- 1910 Präludien nr. 1 in b klein
- 1912 Präludien nr. 2 in cis klein
- 1912 Präludien nr. 3 in c klein
- 1913 Präludien nr. 4 Preludium IV in b klein
- 1919 Mälarlegender. Tre musikaliska vignetter (gecomponeerd naar gedichten van August Strindberg "Stadsresan")
- 1919 Mälarlegender. Tre musikaliska vignetter II (gecomponeerd naar gedichten van August Strindberg "Stadsresan")
- 1921 Sommarskyar
- 1927 Improvisata
- 1937 Sonatin in C groot
- 1943 Spelmansvår. Tre pianostycke
- 1946 Bröllopspreludium
- 1946 Preludium nuptiale (Bröllopsmusik)

## Publicaties
- En skald och hans tonsättare [a: Bo Bergman och T. Rangström], in: Musikvarlden, vol. 1, no. 5, 1945, p. 4-6
- Strindberg och en musikant, in: Nya Dagligt Allehanda, 13 May 1942
- Mitt forsta mote med musiken, in: Nya Dagligt Allehanda, 14 Nov 1940